# Katharina Volckmer
Katharina Volckmer (9 aprile 1987) è una scrittrice e saggista tedesca.

## Biografia
Nata in Germania, a 19 anni si è trasferita a Londra dove si è laureata in lingue. Nel 2014 ha conseguito un dottorato presso il Queen's College dell'Università di Oxford con una tesi su Jakob Wassermann che è stata poi pubblicata nel 2016 dall'Institute of Modern Languages Research. Dopo il dottorato ha iniziato a lavorare come agente letterario presso l'agenzia letteraria Rogers, Coleridge and White (RCW) di Londra, occupandosi principalmente degli autori russi.
Nel 2020 ha pubblicato il suo romanzo d'esordio in lingua inglese, Un cazzo ebreo (The Appointment), un breve monologo in cui una giovane donna confessa a uno psicanalista delle fantasie sessuali che vedono Hitler come protagonista. Il libro, che attraverso le fantasie sessuali della protagonista affronta le difficoltà di affrontare l'olocausto da parte del popolo tedesco, ha ottenuto un ottimo successo di critica a livello internazionale ed è stato tradotto in oltre 20 lingue. 
Nel 2024 ha pubblicato il suo secondo libro, Wonderfuck, per l'editore parigino Grasset.

## Opere
- Society and its outsiders in the novels of Jakob Wassermann, London, Institute of Modern Languages Research, 2016, ISBN 9780854572502, LCCN 2018379592.
- (EN) The Appointment, Fitzcarraldo, 2020, ISBN 9781982150174.
  -  Un cazzo ebreo, La nave di Teseo, 2021, ISBN 9788834604595.
- (FR) Wonderfuck, Grasset, 2024, ISBN 9782246829096.
  -  Wonderfuck, La nave di Teseo, 2025, ISBN 9788834619933.